# Francesco Beschi
Francesco Beschi (* 6. srpna 1951 Brescia) je italský římskokatolický duchovní a biskup Bergama.

## Život
Narodil se 6. srpna 1951 v Brescii.
Vstoupil do kněžského semináře v rodném městě, zde absolvoval také konzervatoř v oboru housle. Dne 7. června 1975 byl biskupem Luigi Morstabilinim vysvěcen na kněze a stal se farním vikářem ve čtvrti Villaggio Sereno (Brescia). Rolku 1981 byl ustanoven farním vikářem a mansionářem katedrály.
Od roku 1987 vedl diecézní úřad pro rodiny a o dva roky později Centro pastorale Paolo VI. Roku 1999 byl ustanoven biskupským vikářem pro laiky a o tři roky později pro-generálním vikářem. Dne 25. března 2003 jej papež Jan Pavel II. jmenoval pomocným biskupem diecéze Brescia a titulárním biskupem z Vindy. Biskupské svěcení přijal 18. května z rukou biskupa Giulia Sanguineti a spolusvětiteli byli arcibiskup Bruno Foresti a biskup Vigilio Mario Olmi.
Dne 22. ledna 2009 byl papežem Benediktem XVI. ustanoven biskupem Bergama.